# Luigi Boffi (architetto)
Luigi Boffi (Binago, 20 settembre 1846 – Milano, 1904) è stato un architetto italiano.
Architetto nel tempo divenuto celebre per essere stato l’autore di numerose ville di pregio sul Lago Maggiore e delle stazioni nella tratta Arona-Domodossola della ferrovia Domodossola-Milano.

## Biografia
Nasce nel 1846 in una frazione di Binago (Monello) in provincia di Como, da una famiglia di umili origini: i genitori Andrea e Carolina Canziani erano due contadini. 
Frequenta a Milano l'Accademia di Belle Arti di Brera e in seguito, nel 1866-1867, si iscrive al corso superiore di architettura.
Terminati i corsi, riesce a ottenere la borsa della “pensione Oggioni”, ai tempi assegnata per consentire il perfezionamento negli studi ad architetti, scultori e pittori. Durante questo pensionato triennale, nel 1873, esegue una sequenza di rilievi del palazzo Vitelleschi di Tarquinia che gli vale un riconoscimento del Collegio degli ingegneri ed architetti di Torino.
Con il progetto di un mercato vince il “premio Vittadini”, assegnato dal comune di Milano agli architetti che proponevano un tema di interesse edilizio cittadino.

## Carriera

### La partecipazione ai concorsi
In seguito, inizia a esercitare la libera professione proprio a Milano e, nel corso degli anni, comincia a partecipare assiduamente a importanti concorsi che, pur senza successo, gli hanno valso il comune apprezzamento e riconoscimento da parte della critica. Tra questi si ricordano i concorsi:
- per il monumento alle Cinque Giornate a Milano[1][2];
- per l'ossario di Custoza[1][2];
- per il monumento a Vittorio Emanuele II a Roma, sul colle capitolino (1882)[1][2];
- per la facciata del duomo di Milano (1886-1887)[1][2][5]: nel quale concorso presenta una tavola di metri 2,30 × 1,45, dove si propone di: ridurre il numero delle porte a tre; di far emergere, sopra la porta centrale, una grande finestra ogivale; di alzare la torre sulla crociera, convertendola in torre campanaria[1][2][5].

### La ferrovia e le ville sul Lago Maggiore
In verità, le strade più confacenti al Boffi e che nel tempo lo renderanno celebre  - nel 1878 ha una menzione onorevole all'Esposizione universale di Parigi - non sono state quelle dei concorsi. Nel corso della sua attività professionale, infatti, è diventato famoso per: 
- la progettazione di tutte le stazioni delle linee Arona-Domodossola (attivata nel gennaio 1905) e Domodossola-Iselle; rispettivamente della ferrovia Domodossola-Milano e della Ferrovia Briga-Domodossola[1][2].
- La realizzazione di diverse ville borghesi da vacanza, presenti sul Lago Maggiore, tra le quali si ricordano[1][2][3][6]:

- a Cannobio Villa Lessa;
- a Stresa villa Luoni e La Teresita;
- a Gignese Villa Gorla-Cattaneo;
- a Ghiffa Villa Pozza (oggi Zoia), Louise e la Serenità;
- presso la località Alpino Villa Dell'Orto.
- Lo studio della scenografica sistemazione di due isole del Lago Maggiore, presso Brissago (Svizzera)[1][2].

### Morte
Negli ultimi anni della sua vita realizza il progetto per la nuova cooperativa del comune di Binago e, tra le varie stazioni ferroviarie, quella di Domodossola, edificata postuma (1905-1906) e il camposanto di Domodossola. 
Muore a Milano nel 1904 e viene sepolto a Binago, in una tomba in stile egizio, di sua progettazione.